# Valentina Esposito
Valentina Esposito (Napoli, 15 dicembre 1986) è una calciatrice italiana, difensore del Villaricca.

## Carriera

### Ruolo
Inizialmente esterno sinistro di centrocampo, viene spesso schierata come terzino nella difesa a quattro.

### Club
Cresciuta nella Venus Arzano, nell'estate 2006 fa parte del gruppo di calciatrici che passa al Napoli in seguito alla fusione tra il Calciosmania e la stessa Venus. Il suo esordio in Serie B arriva l'8 ottobre 2006 contro il CUS Cosenza. La prima rete in maglia Azzurra arriva in trasferta il 19 novembre 2006 contro il Marsala, stessa squadra contro la quale firma anche il suo primo gol casalingo stagionale, nella gara di ritorno giocata il 18 marzo 2007.
Durante la stagione successiva vince con le azzurre il campionato di Serie B. Trova la prima rete in Serie A2 nella gara d'esordio della stagione 2008-2009, a Bari il 5 ottobre 2008. Il 2 novembre successivo trova la prima rete interna stagionale contro la Jesina. Dopo quattro stagioni in Serie A2, conquista con il Napoli la Serie A in seguito alla vittoria per 5 a 1 contro l'Acese, vincendo matematicamente il campionato.
In Serie A trova la sua prima rete il 2 febbraio 2013 contro il Pordenone.
Nell'estate 2014 decide di lasciare le partenopee, retrocesse in serie B, accordandosi con la Torres. L'esperienza a Sassari, tuttavia, dura un solo anno e la stagione successiva vede la centrocampista tornare al Napoli.
Nell'estate del 2019, dopo due anni dedicati al calcio a 5 con la società marchigiana Fulgor Octajano, Valentina torna al calcio a 11 e approda al Pomigliano, con cui vince il campionato e raggiunge la serie cadetta. Nel dicembre 2020 si trasferisce al Chieti, legandosi ai teatini per le due stagioni successive.
Nel 2023 firma con il Villaricca, società campana militante in serie C.

## Statistiche

### Presenze e reti nei club
Aggiornato al 14 maggio 2017.
| Stagione        | Squadra         | Campionato      | Campionato | Campionato | Coppe nazionali | Coppe nazionali | Coppe nazionali | Totale | Totale |
| Stagione        | Squadra         | Comp            | Pres       | Reti       | Comp            | Pres            | Reti            | Pres   | Reti   |
| --------------- | --------------- | --------------- | ---------- | ---------- | --------------- | --------------- | --------------- | ------ | ------ |
| 2006-07         | Napoli          | Serie B         | 20         | 3          | CI              | 7               | 0               | 27     | 3      |
| 2007-08         | Napoli          | Serie B         | 22         | 6          | CI              | 6               | 1               | 28     | 7      |
| 2008-09         | Napoli          | Serie A2        | 21         | 6          | CI              | 3               | 0               | 24     | 6      |
| 2009-10         | Napoli          | Serie A2        | 19         | 1          | CI              | 2               | 0               | 21     | 1      |
| 2010-11         | Napoli          | Serie A2        | 21         | 1          | CI              | 4               | 0               | 25     | 1      |
| 2011-12         | Napoli          | Serie A2        | 18         | 0          | CI              | 5               | 1               | 23     | 1      |
| 2012-13         | Napoli          | Serie A         | 28         | 1          | CI              | 5               | 0               | 33     | 1      |
| 2013-14         | Napoli          | Serie A         | 26         | 3          | CI              | 3               | 0               | 29     | 3      |
| 2014-15         | Torres          | Serie A         | 21         | 0          | CI              | 1               | 4               | 22     | 4      |
| 2015-16         | Napoli          | Serie B         | 19         | 3          | CI              | -               | -               | 19     | 3      |
| 2016-17         | Napoli          | Serie B         | 20         | 3          | CI              | -               | -               | 20     | 3      |
| Totale Napoli   | Totale Napoli   | Totale Napoli   | 214        | 27         |                 | 35              | 2               | 249    | 29     |
| 2019-20         | Pomigliano      | Serie B         | 14         | 1          | -               | -               | -               | 14     | 1      |
| 2020-21         | Chieti          | Serie C         | -          | -          | -               | -               | -               | -      | -      |
| 2021-22         | Chieti          | Serie C         | -          | -          | -               | -               | -               | -      | -      |
| 2022-23         | Chieti          | Serie C         | -          | -          | -               | -               | -               | -      | -      |
| 2023-24         | Villaricca      | Serie C         | -          | -          | -               | -               | -               | -      | -      |
| Totale carriera | Totale carriera | Totale carriera | 249        | 28         |                 | 36              | 6               | 285    | 34     |

## Palmarès
- Campionato italiano di Serie A2: 1

Napoli: 2011-2012
- Campionato italiano di Serie B: 1

Napoli: 2007-2008